# 溫莎大學

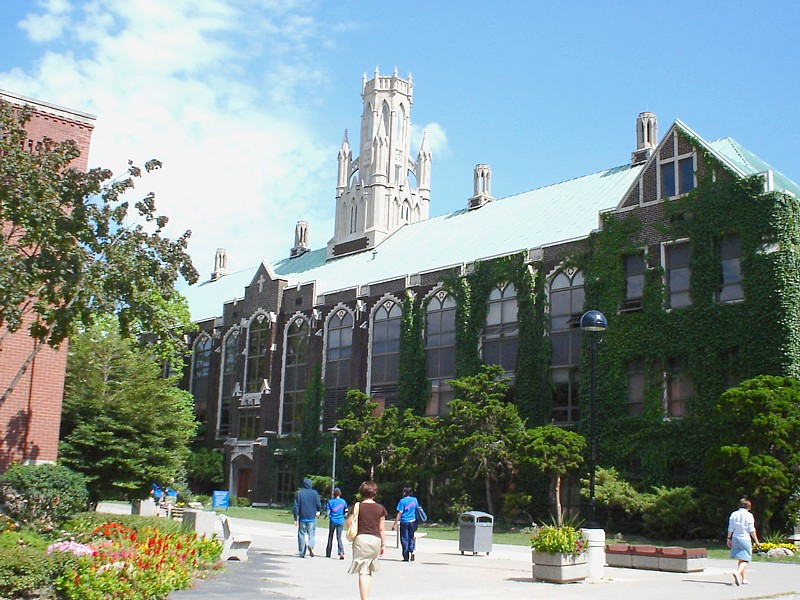
大學戏剧教学楼不是宿舍

温莎大学（英語：University of Windsor）是一所位于加拿大安大略省温莎市的大学。温莎大学提供本科学位、研究生学位、博士学位、实习及专业学士学位。温莎大学是加拿大最南端的公立大学。

## 著名校友
温莎大学自1857年创校以来，培养了诸位杰出校友。其中政界包括：联邦内阁部长，加拿大安大略省高等法院法官，教育部长和联邦内阁国会议员。商界包括：加拿大安大略省注册会计师协会主席，世界三大汽车制造商之一的克莱斯勒集团首席运营官，以及加拿大皇家银行的首席运营官，中国卫星通信集团董事长。
政界和法律界
- 约翰·瑞奇斯，美国戴文能源公司主席
- 高穆斯，联邦内阁部长
- 苏珊娜·古德曼，安大略省高等法院法官
- 约翰·奥滕海曼，教育部长
- 约翰·比托夫，多伦多奥申委主席
- 苏珊·惠兰，联邦内阁国会议员
- 彭建邦，現任賓頓市市長、安大略進步保守黨黨領 (2015-2018)、巴里選區国会议员 (2006-2015)

商界
- 戴夫·威尔逊，安大略省注册会计师协会主席
- 汤姆·莱索达，莱斯勒集团首席运营官
- 马尔乔内， 菲亚特首席执行官
- 马克·巴里克，加拿大皇家银行首席运营官
- 阿尔文·桑托斯，加拿大皇家银行资产管理首席运营官和财务官
- 弗兰克·埃瓦斯夏恩，克莱斯勒集团执行副总裁
- 温云松,  中华人民共和国国务院前总理温家宝之子，中国卫通前董事长
- 林國誠，香港電訊(PCCW-HKT)無線業務市場營銷總裁
- 刘銮雄，香港华人置业前主席

## 外部連結
- 溫莎大學 （页面存档备份，存于）